# Pjotr Andrejewitsch Arschinow

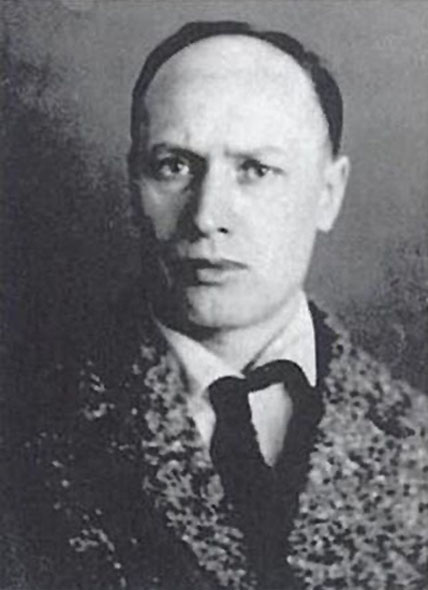
Peter Arschinow 1926

Pjotr Andrejewitsch Arschinow, (auch Peter Arschinoff) Pseudonym Pjotr Marin russisch Пётр Андреевич Аршинов; (* 1887 in Andrejewka bei Nischni Lomow, Gouvernement Pensa; † 1938) war Beteiligter der Machnowschtschina. Er veröffentlichte deren Geschichte und schrieb die Biografie Nestor Machnos.

## Biografie
Peter Arschinow wurde in eine ukrainische Arbeiterfamilie aus Jekaterinoslaw geboren. Er erlernte zunächst den Beruf des Schlossers. Vor der Revolution 1905 schloss er sich 1904 den Bolschewiki an. 1906 floh er nach Jekaterinoslaw und wechselte zum Anarchokommunismus über. Er wurde 1907 zum Tode verurteilt, nachdem er den Leiter der Eisenbahnwerkstatt erschossen hatte, der hunderte von Arbeitern wegen der Beteiligung an einem Streik denunziert hatte. Im gleichen Jahr gelang es einer Gruppe seiner Genossen, das Gefängnis zu besetzen und alle Insassen zu befreien.
1909 wurde er erneut verhaftet und kam in das Butyrka-Gefängnis in Moskau. Dort lernte er 1910 Nestor Machno kennen. Er unterrichtete ihn in „anarchistischer Theorie“ und die beiden freundeten sich an.
1917 wurden beide im Zuge der Februar-Revolution befreit. Machno ging in die Ukraine, während Arschinow in Moskau blieb und dort in der Föderation anarchistischer Gruppen tätig wurde. 1918 überzeugte ihn Machno, in die Ukraine zu kommen. Dort gehörte er bald zum inneren Führungskreis der Machnowschtschina. Er gab in der Zeit verschiedene Zeitschriften heraus, sammelte Dokumente über die Bewegung und schrieb erste Anfänge einer Geschichte über die Machnowschtschina, die immer wieder durch Überfälle verloren gingen, bis 1921 die Bewegung von den Bolschewiki zerschlagen wurde. Zunächst floh er nach Berlin und gab von dort aus die Geschichte der Machnowschtschina heraus.
Von 1925 an lebte er in Paris, wo er auch Machno wieder traf. Er entfernte sich von tradierten anarchistischen Ansichten und setzte sich für die Gründung einer anarchistischen Partei ein. Er war einer der Autoren des breit rezipierten Texts Die Organisationsplattform der allgemeinen anarchistischen Union von 1926, der die Strömung des Plattformismus schuf und ihm scharfe Kritik einbrachte. Dies verstärkte sein Heimweh. 1931 nahm er Kontakt mit dem Bolschewik Ordschonikidse auf, mit dem er in Russland eine Zelle geteilt hatte. Nach Herausgabe zweier antianarchistischer Publikationen, Anarchismus und die Diktatur des Proletariats (1931) und Anarchismus in unserer Zeit (1933), die zum öffentlichen Bruch mit seinem Weggefährten Nestor Machno führten, kehrte er 1934 in die UdSSR zurück. Anfang 1938 wurde er während des stalinistischen Großen Terrors verhaftet. Ihm wurde die Bildung und Leitung einer anarchistischen Untergrundorganisation vorgeworfen, daraufhin wurde er zum Tode verurteilt und erschossen.
Max Nettlau, Nestor Machno und Alexander Berkman kritisierten Arschinow stark und warfen ihm den Hang zu persönlicher Bereicherung, autoritäres Verhalten, fehlendes Verständnis des Anarchismus und Verrat vor.

## Schriften
- Die Geschichte der Machno-Bewegung (1918–1921). Aus dem Russischen von Walter Hold. Mit einem Vorwort von Volin (1923) und einer Kurzbiografie Arschinoffs, sowie einer Auswahlbibliografie, erstellt von Heiner Becker (1998). 2. Auflage, Nachdruck der Original-Ausgabe von 1923. Unrast Verlag, Münster 2009, ISBN 978-3-89771-917-0, (Klassiker der Sozialrevolte 1).